# Theologische School van de Gereformeerde Gemeenten
De Theologische School van de Gereformeerde Gemeenten is de opleiding tot predikant van de Gereformeerde Gemeenten. Zij is gevestigd aan de Boezemsingel in Rotterdam, naast de Boezemsingelkerk. De theologische school is opgericht door Gerrit Hendrik Kersten in 1927. De opleiding duurt in de regel vier jaar en wordt verzorgd door predikanten van de Gereformeerde Gemeenten. Gemiddeld studeren rond de 10 studenten aan de opleiding. Per 1 september 2020 volgde Bert Clements Peter Mulder op als rector van de school. Er is een curatorium dat toezicht houdt op de opleiding en beslist over toelating tot student aan de opleiding.

## Toelating
Om toegelaten te worden tot de opleiding zijn een attest van de kerkenraad en toestemming van het curatorium van de opleiding nodig. Toelatingsgesprekken door het curatorium vinden jaarlijks gedurende drie dagen in de maand mei plaats. De selectie is streng; slechts enkelen (normaliter variërend van nul tot vier per jaar en in uitzonderlijke gevallen meer) van de personen die zich met een attest van de kerkenraad bij het curatorium melden, worden toegelaten. Er wordt niet bekendgemaakt hoeveel mannen zich jaarlijks melden bij het curatorium, aangenomen wordt dat er jaarlijks met ongeveer twintig personen toelatingsgesprekken gevoerd worden. Alleen mannen worden toegelaten tot de opleiding omdat het vrouwen niet toegestaan is predikant te worden binnen de Gereformeerde Gemeenten.

## Toelating buiten curatorium om
Sporadisch worden personen toegelaten als predikant tot de kansels van de Gereformeerde Gemeenten, zonder dat zij de reguliere weg via het curatorium en de Theologische School volgen. Sinds 2003 is dit niet meer voorgekomen.

## Opleiding
De inhoud van de opleiding wordt bepaald door het doel om predikanten op te leiden. Omdat er geen eisen gesteld worden aan de vooropleiding heeft de opleiding geen academisch niveau en is ze niet geaccrediteerd als een opleiding in het hoger onderwijs. Examens worden enkel mondeling afgelegd. Studenten in het derde en vierde jaar van de opleiding mogen voorgaan in kerkdiensten van de Gereformeerde Gemeenten.

## Docenten
Er wordt een onderscheid gemaakt tussen vaste docenten en gastdocenten. Vaste docenten zijn predikanten van de Gereformeerde Gemeenten. De vaste docenten worden benoemd door de generale synode van de Gereformeerde Gemeenten. Naast de rector zijn anno 2020 vijf andere predikanten vaste docent.